# Marian Rybicki

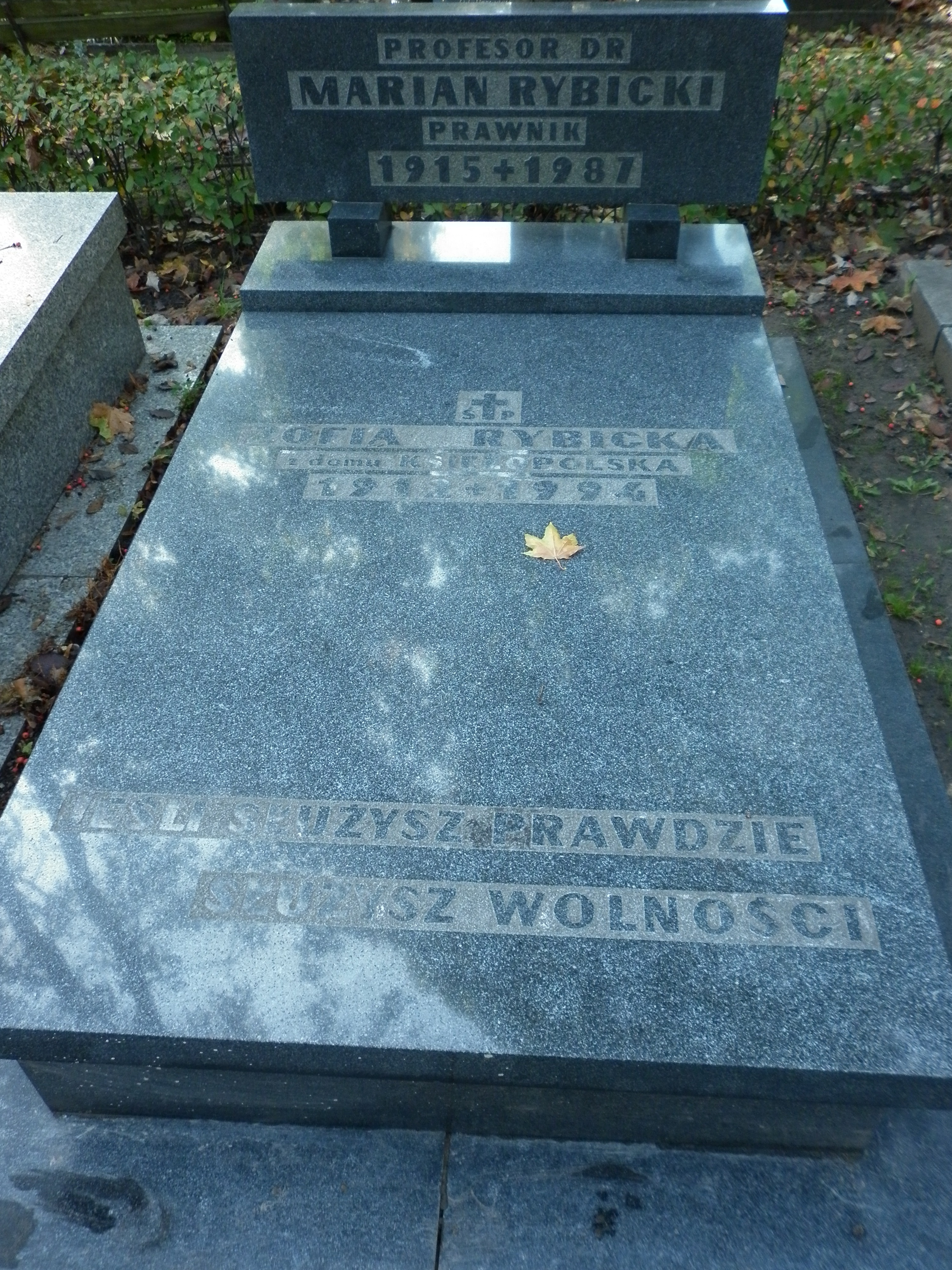
Grób na cmentarzu Wojskowym na Powązkach

Marian Ksawery Rybicki (ur. 11 lutego 1915 w Warszawie, zm. 15 lutego 1987 tamże) – polski prawnik i polityk komunistyczny. Poseł na Sejm PRL I, II i III kadencji, sekretarz Rady Państwa (1952–1956), prokurator generalny (1956–1957) i minister sprawiedliwości w latach 1957–1965.

## Życiorys
Syn Franciszka i Marii. Ukończył studia na Uniwersytecie Warszawskim (1937), w 1967 obronił doktorat z nauk prawnych, będąc od 1965 profesorem nadzwyczajnym. W 1976 otrzymał tytuł profesora zwyczajnego nauk prawnych.
Przed 1939 pracował w zarządzie miejskim w Łodzi, brał udział w działalności konspiracyjnej w okresie okupacji niemieckiej, w latach 1944–1945 przebywał na robotach przymusowych w Niemczech. W latach 1945–1947 pracował w Wydziale Prawnym Biura Prezydialnego Krajowej Rady Narodowej, przygotowując m.in. wnioski ułaskawieniowe do podpisu przez prezydenta RP Bolesława Bieruta, w 1947 dyrektor Biura Prawnego Kancelarii Sejmu.
Był politykiem Polskiej Partii Socjalistycznej (należał także do krótko działających Partii Socjalistycznej i Rewolucyjnej Polskiej Partii Socjalistycznej). W latach 1947–1948 był członkiem Rady Naczelnej PPS, a w 1948 jej Centralnego Komitetu Wykonawczego i jego Sekretariatu, a także kierownikiem Wydziału Szkoleniowego CKW PPS i zastępcą redaktora naczelnego „Przeglądu Socjalistycznego”. W tym samym roku wraz z PPS przystąpił do Polskiej Zjednoczonej Partii Robotniczej, był członkiem Komitetu Centralnego (1948–1968) oraz członkiem Biura Organizacyjnego KC PZPR (1948–1954). W 1949 przez kilka miesięcy kierował Wydziałem Samorządowo-Administracyjnym KC PZPR, następnie do 1950 I sekretarz Komitetu Wojewódzkiego PZPR w Krakowie. Zaliczany do byłych członków PPS zbliżonych do „puławian” podczas walki o władzę w kierownictwie PZPR w latach pięćdziesiątych.
W latach 1950–1952 szef Kancelarii Cywilnej Prezydenta Rzeczypospolitej i Kancelarii Rady Państwa, w latach 1952–1956 jako pierwszy sprawował funkcję sekretarza Rady Państwa. W latach 1956–1957 prokurator generalny, w latach 1957–1965 minister sprawiedliwości.
Od 1965 profesor w Instytucie Nauk Prawnych (zmieniono w tym okresie nazwę na Instytut Państwa i Prawa) Polskiej Akademii Nauk, był m.in. zastępcą dyrektora Instytutu.
W latach 1967–1983 sekretarz Ogólnopolskiego Komitetu Frontu Jedności Narodu, w latach 1952–1965 poseł na Sejm PRL I, II i III kadencji. Był członkiem Prezydium Zespołu do Spraw Pojednawstwa Społecznego przy Radzie Krajowej Patriotycznego Ruchu Odrodzenia Narodowego.
Był mężem Zofii z Księżopolskich (1912–1994). Pochowany 23 lutego 1987 na cmentarzu Wojskowym na Powązkach w Warszawie (kwatera B31-tuje-7). W pogrzebie udział wziął m.in. prezes Rady Naczelnej ZBoWiD prof. Henryk Jabłoński oraz pierwszy prezes Sądu Najwyższego prof. Włodzimierz Berutowicz. Zmarłego pożegnali: członek Rady Państwa prof. Sylwester Zawadzki, minister – kierownik Urzędu do spraw Wyznań prof. Adam Łopatka i wiceminister sprawiedliwości Jan Brol.

## Ordery i odznaczenia
- Order Sztandaru Pracy I klasy (dwukrotnie, m.in. w 1964[4])
- Krzyż Komandorski z Gwiazdą Orderu Odrodzenia Polski (22 lipca 1952)[5]
- Złoty Krzyż Zasługi (11 lipca 1946)[6]
- Złota odznaka honorowa „Za Zasługi dla Warszawy” (1967)[7]